# Altos kommun, Brasilien
Altos är en kommun i Brasilien.   Den ligger i delstaten Piauí, i den östra delen av landet, 1 300 km norr om huvudstaden Brasília. Antalet invånare är 38 823.
Följande samhällen finns i Altos:
- Altos

Omgivningarna runt Altos är huvudsakligen savann. Runt Altos är det ganska glesbefolkat, med 29 invånare per kvadratkilometer.